# إريك أوتو لارسن
إريك أوتو لارسن (بالدنماركية: Erik Otto Larsen)‏ هو رسام وكاتب دنماركي، ولد في 26 نوفمبر 1931 في Hvidovre Municipality ‏ في الدنمارك، وتوفي في 30 يناير 2008.

## وصلات خارجية
- إريك أوتو لارسن على موقع IMDb (الإنجليزية)